# 차넷 존슨
샤네이 존슨(Chane't Johnson, 1976년 8월 21일 ~ 2010년 12월 2일)은 미국의 배우, 텔레비전 감독이다.
댈러스에서 태어났으며 로스앤젤레스에서 사망하였다. 사인은 심근 경색이다.

## 출연 작품

### 영화
- Love for Rent (2005)
- 링 2 (2005)
- 데이 브레이크 (2006)
- Convincing Clooney (2010)

### 텔레비전
- 라이프 (2009)